# Mudejarowie
Mudejarowie (czyt. Mudehar) – ludność muzułmańska na półwyspie Iberyjskim, która w wyniku rekonkwisty dostała się pod panowanie państw chrześcijańskich (XI–XV w.). Mudejar pochodzi od słowa arabskiego مدجن [mudadżdżan], co oznacza "dom" lub "udomowione".
Po zdominowaniu islamskich krajów przez Aragonię, Kastylię i Portugalię, państwa te zajęły większość dawnego Al Andalus. Jedynym muzułmańskim krajem była rządzona przez Nasrydów Grenada. Wielu muzułmanów, po podboju ich emiratów przez chrześcijan udawało się na emigrację, głównie do Grenady i Afryki Północnej, część przyjęła chrześcijaństwo (zob. Moryskowie), lecz byli też i tacy, którzy nie migrowali i pozostawali przy islamie.

## Historia
W XV wieku liczebność tej grupy wynosiła około 600 000 ludzi, a najwięcej ich mieszkało w Murcji (królestwo Kastylii), Aragonii i w Walencji, gdzie stanowili większość mieszkańców. Zdecydowana większość Mudejarów była rolnikami, ale nie brakowało wśród nich wysoko wykwalifikowanych rzemieślników i rzeźbiarzy, co zaowocowało rozkwitem stylu architektonicznego zwanego, od twórców, Mudejar. Oprócz tego, popularnymi zawodami było kowalstwo, poganianie mułów i kupiectwo.
Mudejarowie spotykali się z naciskiem religijnym zarówno ze strony chrześcijan, jak i swoich współwyznawców z islamskich krajów. Ci ostatni uważali, że płacenie podatków niewiernym jest łamaniem prawa koranicznego i nawoływali do migracji. Kościół katolicki z kolei uważał, iż działalność Mudejarów ma negatywny wpływ na ich chrześcijańskich sąsiadów i powinni zostać bezzwłocznie wydaleni. W 1502 roku zniesiono nietykalność gwarantowaną przez akt kapitulacyjny i od tamtej pory Mudejarowie poddawani byli czasami próbom przymusowego nawrócenia na chrześcijaństwo, które jednak długo przejawiały się tylko w nakazie uczestnictwa w wystąpieniach kaznodziejów. Kościół generalnie sprzeciwiał się przymusowym chrztom. Społeczeństwo często odnosiło się do nich nieufnie, co podyktowane było także faktem, iż obydwie grupy żyły w zasadzie oddzielnie - kontakty były bowiem prawnie zakazane. Przepis ten był jednak często łamany, na przykład w przypadku lekarzy, których Mudejarowie mieli świetnych i chrześcijanie często korzystali z ich usług. Tak naprawdę, jedynie koronie zależało na pozostaniu Mudejarów w granicach królestw chrześcijańskich, gdyż płacili oni podatki.
Sytuacja Mudejarów, aż do początków XVII wieku nie była jednak zła, podlegali oni bezpośrednio władcom hiszpańskim i znajdowali się pod ich opieką. Ich sprawami zajmował się specjalny urzędnik królewski, który zazwyczaj sam był muzułmaninem. Społeczności islamskie posiadały przywilej rządzenia się własnymi prawami, a na ich czele stali sędziowie kadi. Oczywiście, islam był ograniczany w stosunku do panującego katolicyzmu, na przykład poprzez zakaz budowy nowych meczetów i zakaz nawoływania do modlitwy. Prawda jest jednak taka, że przepisy te bardzo często łamano, a władze przymykały na to oko. Muzułmanie mieli też prawo do pielgrzymki do Mekki, wymagało to jednak specjalnego zezwolenia, którego uzyskanie nie było trudne.